# Nye County
Nye County är ett administrativt område (county) i delstaten Nevada, USA. År 2010 hade countyt 43 946 invånare. Den administrativa huvudorten (county seat) är Tonopah. 
Countyt har fått sitt namn efter James W. Nye som var guvernör i Nevadaterritoriet och senare ledamot av USA:s senat.
Del av Death Valley nationalpark ligger i countyt. 

## Geografi
Enligt United States Census Bureau har countyt en total area på 47 032 km². 47 001 km² av den arean är land och 31 km² är vatten. 

### Angränsande countyn
- Churchill County, Nevada - nordväst
- Lander County, Nevada - nord
- Eureka County, Nevada - nord
- White Pine County, Nevada - nordöst
- Lincoln County, Nevada - öst
- Clark County, Nevada - öst
- Esmeralda County, Nevada - väst
- Mineral County, Nevada - väst
- Inyo County, Kalifornien - syd